# Castell de Chazeron
El castell de Chazeron és un castell situat al departament francès del Puèi Domat, concretament a la comuna de Lobeirac, 3 km al nord-oest de Chasteuguidon. Està llistat com a Monument historique des del 1944.
Originalment un castell medieval, Chazeron fou alterat durant el segle xvii per l'arquitecte Jules Hardouin-Mansart. Construí una escala al lloc del donjon i hi afegí una galeria arcada. El fossat fou emplenat, tres dels murs exteriors foren derruïts i s'afegiren dues ales.
Durant la Segona Guerra Mundial, Léon Blum, Georges Mandel, Édouard Daladier, Paul Reynaud i Maurice Gamelin foren empresonats en el castell el 1942 abans de comparèixer al judici de Riom. Actualment, el castell és un centre cultural.